# Hluboký (hrad)
Hluboký je zřícenina hradu v údolí řeky Bystřice, severně od Hluboček. Zbytky zdiva lze najít v místní části Hrubá Voda na levém břehu řeky ve svahu nad hotelem (bývalým sanatoriem). V minulosti měl střežit cestu z Olomouce do Opavy. Od roku 1964 je chráněn jako kulturní památka.

## Historie hradu

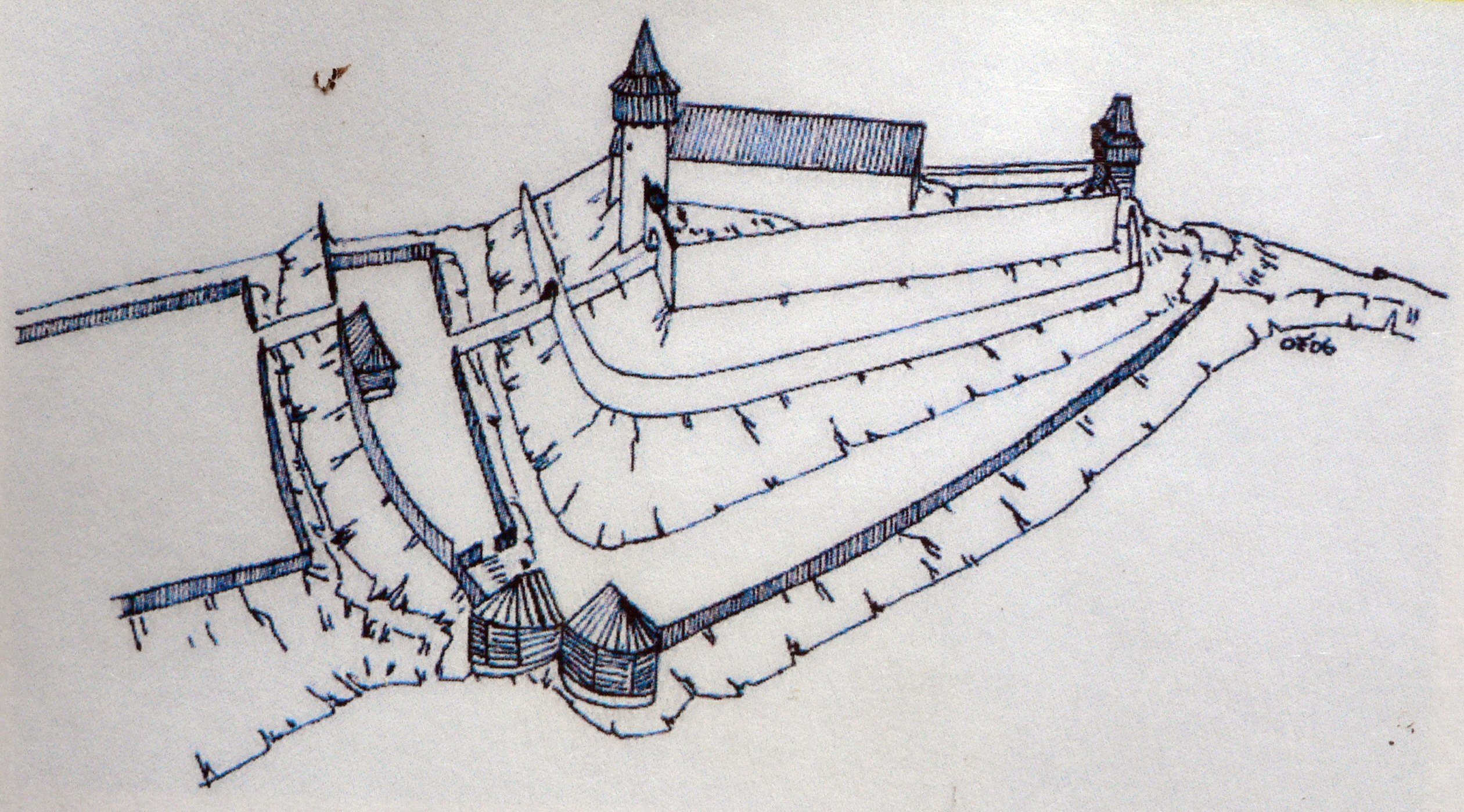
Pokus o rekonstrukci původní podoby hradu

Hluboký byl postaven kolem roku 1340 zřejmě jako soukromý hrad olomouckého biskupa Jana Volka. Po biskupově smrti roku 1351 se jeho majitelem stal Karel IV., který jej však záhy přenechal svému bratrovi markraběti Janu Jindřichovi. Hrad však spravovali purkrabí, které markrabě jmenoval. V letech 1371–1379 to byl Půta z Holštejna.
Novým pánem hradu se v roce 1382 stal Lacek z Kravař. Hrad sice stále patřil markraběti, ale Lacek byl jeho správcem a mohl ho téměř neomezeně využívat. Po jeho smrti zde zřejmě sídlili příbuzní pánů z Kravař. V době husitských válek se Hlubokého zmocnil Dobeš z Tvorkova. Kvůli přítomnosti husitské posádky napadající Olomouc byl hrad v roce 1426 obležen, dobyt a následně rozbořen vojsky vévody Albrechta Rakouského. Ten Hluboký dal lénem Janovi ze Sovince a Pňovic pod podmínkou, že hrad nebude opraven. Olomoučtí katolíci měli totiž obavu, že by se zde znovu mohli usadit kališníci.
Po Janově smrti se hradu opět nakrátko ujal Dobeš z Tvorkova, avšak již od roku 1433 je jako majitel uváděn Bernard ze Žerotína. Od roku 1437 je hrad označován jako zřícenina, nazývaná též „Pustý zámek“. Poslední zmínka o něm je v zemských deskách olomoucké kapituly v roce 1612.
K Hlubokému se také vztahuje pověst o pustém hradu, na kterém žili loupeživí rytíři. Ve své knize Pověsti o hradech a zámcích ji zpracoval Bohumír Štéger.

## Podoba hradu
Podle Miroslava Plačka leželo hradní jádro v nadmořské výšce 458 metrů a mělo trojúhelníkový půdorys. V severozápadní části se nacházel palác, na jižní a východní straně hrad obíhal parkán. Dodnes patrné jsou zbytky válcové věže, která zřejmě střežila hradní bránu. Na místě lze dnes ještě vidět hradní příkop a obranný val, nachází se tu i malé zbytky zdiva. Vzhledem k tomu, že na místě dosud nebyl proveden soustavný archeologický výzkum, další informace o podobě hradu nemáme. Přesto existuje několik nálezů z hradu Hlubokého. Například v roce 1910 zde byly nalezeny železné šipky, v roce 1935 kostra v celém brnění, které bylo následně vystavováno v hotelu „Fisterhof”, roku 1984 pak keramické nádoby a masivní hrot střely kuše.

## Přístup
Dnes k hradu nevede žádná turistická značka. Lze se k němu však dostat po několika cestičkách. Zřejmě nejkratší je od železniční zastávky v Hrubé Vodě po silnici kolem hotelu Akademie, poté za parkovištěm odbočit vpravo na lesní cestu kolem chatek a prudkým stoupáním nahoru. Na místě se nachází malá informační tabulka.